# Dermocybe largofulgens
Dermocybe largofulgens är en svampart som beskrevs av E. Horak 1988. Dermocybe largofulgens ingår i släktet Dermocybe och familjen spindlingar.   Inga underarter finns listade i Catalogue of Life.